# جيم باكسون
جيم باكسون (بالإنجليزية: Jim Paxson)‏ مواليد 9 يوليو 1957 في كاترنغ، هو لاعب كرة سلة أمريكي سابق بدأ مسيرته الاحترافية في سنة 1979. تم اختياره من قبل فريق بورتلاند ترايل بلايزرز خلال الدرافت وحمل الرقم 4. يبلغ طوله 6 قدم 6 بوصة (2.0 م). اعتزل اللعب في 1990. شارك مرتين في مباراة كل النجوم. أحرز خلال مسيرته في الإن بي إيه 11199 نقطة بمعدل 14.3 نقطة في المباراة الواحدة.

## روابط خارجية
- جيم باكسون على موقع إن بي أي (الإنجليزية)
- جيم باكسون على موقع سبورتس رفرنس (الإنجليزية)
- جيم باكسون على موقع كلية كرة السلة في سبورتس رفرنس.كوم (الإنجليزية)
- جيم باكسون على موقع ريلجم (الإنجليزية)
- جيم باكسون على موقع بروبوليرز (الإنجليزية)